# Jean Silva
Jackson Jean da Silva (Florianópolis, Santa Catarina; 13 de diciembre de 1996) es un artista marcial mixto brasileño que compite en la división de peso pluma de Ultimate Fighting Championship (UFC).

## Primeros años
Nació en un entorno marcado por el caos y la tragedia, enfrentando adversidades desde muy joven. Su infancia estuvo moldeada por la violencia y la pérdida incluyendo la pérdida de su hermano. Con el apoyo de Carol su esposa, Jean encontró en el Muay Thai no solo un arte marcial, sino también una vía de salvación.
Silva tiene un alter ego, una identidad distinta que, según él, se manifiesta durante sus prolongadas salidas al octágono o en el transcurso de una pelea, al que llama «Lord» o «Lord Assassin». Acredita a su esposa por ayudar a controlar este alter ego cuando aparece fuera de su carrera como peleador.

## Carrera de artes marciales mixtas

### Carrera temprana
Empezó su carrera profesional en 2016 acumulando un récord de 10 victorias, 10 de ellas por finalización, (ocho por nocaut y dos por sumisión), y dos derrotas.

### Dana White's Contender Series
Silva enfrentó a Kevin Vallejos por un contrato de UFC en Dana White's Contender Series: Temporada 7, Semana 5 el 6 de septiembre de 2023. Silva ganó el contrato venciendo al argentino Kevin Vallejos por decisión unánime.

### Ultimate Fighting Championship
Silva hizo su debut promocional el 13 de enero de 2024 enfrentando a Westin Wilson en UFC Fight Night 234. Silva ganó la pelea por nocaut técnico en el primer asalto.
Silva estaba programado para enfrentar a William Gomis el 4 de mayo de 2024 en UFC 301. Sin embargo, la pelea fue cancelada debido a que Gomis sufrió una enfermedad relacionada con el corte de peso.
Silva enfrentó a Charles Jourdain el 29 de junio de 2024 en UFC 303. En el pesaje, Silva pesó 147,5 libras, una libra y media más que el límite de peso pluma para peleas sin título. La pelea se llevó a cabo en peso pactado y Silva fue multado con el 20 por ciento de su bolsa, que irá a parar a Jourdain. Silva ganó la pelea por KO en el segundo asalto.
Silva que peleó dos semanas antes en UFC 303, enfrentó a Drew Dober el 13 de julio de 2024, en UFC on ESPN 59, en una pelea de peso ligero. Silva ganó la pelea por detención médica en el tercer asalto después de que Dober no pudiera continuar debido a un corte sobre el ojo izquierdo. Esta pelea lo hizo merecedor de su primer premio a la Pelea de la Noche.

## Campeonatos y logros
- Ultimate Fighting Championship
  - Pelea de la Noche (una vez) vs. Drew Dober[16]
  - Actuación de la Noche (una vez) vs. Bryce Mitchell

## Récord de artes marciales mixtas
| 18 peleas | 16 victorias | 2 derrotas |
| --------- | ------------ | ---------- |
| Nocaut    | 12           | 0          |
| Sumisión  | 3            | 0          |
| Decisión  | 1            | 2          |

| Resultado | Récord | Oponente                           | Método                      | Evento                                 | Fecha                   | Ronda | Tiempo | Localización      | Notas                                                   |
| --------- | ------ | ---------------------------------- | --------------------------- | -------------------------------------- | ----------------------- | ----- | ------ | ----------------- | ------------------------------------------------------- |
| Victoria  | 16–2   | Bryce Mitchell                     | Sumisión (ninja choke)      | UFC 314                                | 12 de abril de 2025     | 2     | 3:52   | Miami             | Actuación de la Noche.                                  |
| Victoria  | 15–2   | Melsik Baghdasaryan                | TKO (Puñetazos)             | UFC Fight Night: Cejudo vs Song        | 21 de febrero de 2025   | 1     | 4:15   | Seattle           | Actuación de la Noche                                   |
| Victoria  | 14–2   | Drew Dober                         | TKO (parada médica)         | UFC on ESPN: Namajunas vs. Cortez      | 13 de julio de 2024     | 3     | 1:28   | Denver, Colorado  | Pelea en Peso Ligero. Pelea de la Noche.                |
| Victoria  | 13–2   | Charles Jourdain                   | KO (puñetazo)               | UFC 303                                | 29 de junio de 2024     | 2     | 1:22   | Las Vegas, Nevada | Pelea de peso pactado (147,5 lb); Silva no dio el peso. |
| Victoria  | 12–2   | Westin Wilson                      | TKO (golpes)                | UFC Fight Night: Ankalaev vs. Walker 2 | 13 de enero de 2024     | 1     | 4:12   | Las Vegas, Nevada |                                                         |
| Victoria  | 11–2   | Kevin Vallejos                     | Decisión (unánime)          | Dana White's Contender Series 61       | 5 de septiembre de 2023 | 3     | 5:00   | Las Vegas, Nevada | Regresó a peso pluma.                                   |
| Victoria  | 10–2   | Shahin Najafi                      | TKO (retiro)                | Spartacus MMA 34                       | 25 de marzo de 2023     | 1     | 2:15   | São Paulo         | Debut en peso ligero.                                   |
| Victoria  | 9–2    | Valdemir Cardoso                   | KO                          | Spartacus MMA 28                       | 4 de febrero de 2023    | 1     | 2:59   | São Paulo         |                                                         |
| Victoria  | 8–2    | Tiago Souza                        | Sumisión (guillotine choke) | Big Shot Fight 1                       | 8 de agosto de 2021     | 1     | 0:50   | Santa Catarina    |                                                         |
| Victoria  | 7–2    | Adriano Souza                      | KO (puñetazo)               | Road to Future 1                       | 27 de junio de 2021     | 1     | 4:22   | São Paulo         |                                                         |
| Victoria  | 6–2    | Tamyray Lacerda                    | KO                          | Cidade da Luta 5                       | 8 de marzo de 2020      | 1     | 4:28   | Curitiba          |                                                         |
| Victoria  | 5–2    | Antonio Henrique Santos de Miranda | Sumisión (guillotine)       | MTK MMA 6                              | 27 de abril de 2019     | 1     | 3:21   | Santa Catarina    |                                                         |
| Victoria  | 4–2    | Muniz Martins dos Santos           | TKO (golpes)                | MF Fighters 1                          | 10 de noviembre de 2018 | 1     | 2:10   | São Paulo,        | Debut en peso pluma.                                    |
| Derrota   | 3–2    | Gabriel Schlupp de Lima            | Decisión (unánime)          | Sao Jose Super Fight                   | 21 de abril de 2018     | 3     | 5:00   | Santa Catarina    |                                                         |
| Victoria  | 3–1    | Lucas Vinicius Razalkiewicz        | TKO (parada médica)         | Blackout FC 5                          | 16 de diciembre de 2017 | 2     | 3:43   | Santa Catarina    |                                                         |
| Derrota   | 2–1    | Pedro Henrique                     | Decisión (dividida)         | Aspera FC 52                           | 21 de mayo de 2017      | 3     | 5:00   | Santa Catarina    |                                                         |
| Victoria  | 2–0    | Anderson Renan Kraus               | TKO (golpes)                | Aspera FC 50                           | 18 de marzo de 2017     | 2     | 3:11   | Santa Catarina    | Debut en peso gallo.                                    |
| Victoria  | 1–0    | Lorenzo Rodrigues                  | KO (puñetazo)               | Aspera FC 48                           | 19 de noviembre de 2016 | 1     | 0:15   | Santa Catarina    | Pelea de peso pactado (141 lb).                         |